# Bikash Yumnam
Bikash Yumnam (* 6. September 2003 in Lilong Chajing, Imphal West, Manipur) ist ein indischer Fußballspieler.

## Karriere
2017 startete Yumnam seine Fußballkarriere beim Jugendverein RoundGlass Punjab FC. Zwei Jahre später rückte er in den Profibereich auf. Er stand jedoch nicht in der Startelf, woraufhin er auf Leihbasis zu Indian Arrows FC wechselte. Dort gab er am 5. Februar 2020 in einem Ligaspiel gegen den Ligakonkurrenten NEROCA FC sein Debüt, das mit 0:0 endete.